# Oukuriella intermedia
Oukuriella intermedia är en tvåvingeart som beskrevs av Messias, Fittkau och De Oliveira 2000. Oukuriella intermedia ingår i släktet Oukuriella och familjen fjädermyggor. Inga underarter finns listade i Catalogue of Life.